# In the Flesh?
In the Flesh? è una canzone del gruppo rock britannico Pink Floyd, pubblicata nel 1979 come prima canzone del doppio album The Wall.
Il titolo, traducibile in italiano in senso figurato con "di persona?", oppure "in carne e ossa", deriva dall'In the Flesh Tour, serie di concerti che la band fece nel 1977, durante il quale Roger Waters, in un attacco d'ira, sputò a un fan che aveva scagliato una bottiglia di birra verso di lui; Waters poi dichiarò che da questo episodio scaturì la sua riflessione sull'incomunicabilità fra artista e pubblico, che gli avrebbe fornito l'ispirazione per il tema del successivo album, The Wall.

## Composizione
Il brano è aperto dalla stessa melodia, suonata con un'armonica a bocca, del brano finale dell'album, Outside the Wall, il quale si concludeva troncandosi di netto con la prima parte di una frase, "Isn't This Where...", la cui seconda parte viene pronunciata all'inizio del primo brano dell'album con le parole "...we came in?", componendo così la frase di senso compiuto "Isn't This Where we came in?" ("Non è qui che abbiamo cominciato?") collegando in tal modo la fine dell'album con il suo inizio.
La flebile melodia che apre il brano dopo pochi secondi viene improvvisamente eclissata dal violento ingresso di una chitarra elettrica, un organo e una batteria. Ad 1 minuto e 36 secondi dall'inizio, la parte musicale si calma e inizia la parte cantata da Waters che dura 38 secondi, dopo di che riprende il forte tono con cui è cominciata e si sentono alcune indicazioni sulla regia dello spettacolo ("Lights! Turn on the sound effects! Action!" e "Drop it, drop it on 'em! Drop it on them!" ovvero,"Luci! Accendete gli effetti sonori! Azione!" e "Bombardateli! Bombardateli! Bombardateli!"). Il brano si chiude con il rumore di un aereo in picchiata; segue un breve silenzio interrotto dal pianto di un bambino che dà inizio al brano seguente. I suoni che si sentono alla fine della canzone sono un chiaro riferimento all'infanzia di Waters, il quale, ad appena 5 mesi di vita, rimase orfano del padre, rimasto ucciso in combattimento in Italia contro le truppe tedesche nel febbraio 1944, in piena Seconda guerra mondiale.
Il brano, subito dopo il flebile tema di Outside the Wall in Do maggiore, si apre con un tema in Mi minore che, attraverso un crescendo, porta poi al tema principale in La maggiore.

## Trama
Come le altre canzoni nell'album, In the Flesh? narra una parte della storia di Pink, il protagonista. La canzone rappresenta l'inizio dello show e le indicazioni che si sentono alla fine del brano indicano che Pink sta per cominciare a raccontare la storia della costruzione del "muro". Nel testo di questo brano afferma che malgrado il suo aspetto esteriore, per capire veramente chi sia bisogna "farsi strada con le unghie" attraverso la sua maschera ("claw your way through this disguise").

## Esecuzioni dal vivo
Durante il primo tour per pubblicizzare The Wall la canzone veniva eseguita da alcuni musicisti che indossavano maschere con le fattezze dei membri dei Pink Floyd.

## Versione video
L'inizio del filmato mostra Pink seduto in una camera d'albergo, semi-catatonico con lo sguardo assorto davanti alla tv, mentre una cameriera cerca di aprire la porta, che, però, è chiusa con la catenella. Questo fatto fa tornare alla mente del protagonista una gran quantità di ragazzi che, per vedere il suo spettacolo, sfonda i cancelli che portano all'arena dove si deve esibire. Le immagini dei ragazzi che corrono, calpestando chi cade e scontrandosi duramente contro le forze dell'ordine, vengono alternate ad immagini di soldati in fuga durante un bombardamento.

Alla fine di queste sequenze, che durano circa 1 minuto e 40 secondi, la scena cambia: Pink sale sul palco e comincia a cantare di fronte al pubblico acclamante, raffigurato come un dittatore simil-nazista durante un comizio di fronte alla folla. La scena si chiude con un aereo da guerra che scende in picchiata su un accampamento militare.

## Formazione
Pink Floyd
- Roger Waters: voce principale, basso elettrico, sintetizzatore VCS3
- David Gilmour: chitarre elettriche
- Nick Mason: batteria, percussioni
- Richard Wright: sintetizzatori

Turnisti
- Fred Mandel: organo Hammond
- Bruce Johnston, Joe Chemay, Stan Farber, Jim Haas, John Joyce, Toni Tenille: cori

## Cover
Il gruppo prog metal americano Dream Theater ha inserito questa canzone nella canzone The Big Medley (presente nell'EP A Change of Seasons), come prima canzone del medley.